# Episodi di Ralph supermaxieroe (seconda stagione)
La seconda stagione della serie televisiva Ralph supermaxieroe, composta da 22 episodi, è stata trasmessa negli Stati Uniti dal canale ABC dal 4 novembre 1981 al 28 aprile 1982.
| n. | Titolo originale                          | Titolo italiano                 | Prima TV USA     | Prima TV Italia |
| -- | ----------------------------------------- | ------------------------------- | ---------------- | --------------- |
| 1  | The Two-Hundred-Mile-an-Hour Fastball     | L'asso del baseball             | 4 novembre 1981  |                 |
| 2  | Operation Spoil Sport                     | Operazione guastafeste          | 11 novembre 1981 |                 |
| 3  | Don't Mess Around With Jim                | Il collega miliardario          | 18 novembre 1981 |                 |
| 4  | Hog Wild                                  | I teppisti                      | 25 novembre 1981 |                 |
| 5  | Classical Gas                             | Un concerto di protesta         | 2 dicembre 1981  |                 |
| 6  | The Beast in Black                        | Un mostro nel buio              | 9 dicembre 1981  |                 |
| 7  | The Lost Diablo                           | La miniera maledetta            | 16 dicembre 1981 |                 |
| 8  | Plague                                    | Peste                           | 6 gennaio 1982   |                 |
| 9  | A Train of Thought                        | I treni danno alla testa        | 13 gennaio 1982  |                 |
| 10 | Now You See It...                         | Un volo top secret              | 20 gennaio 1982  |                 |
| 11 | The Hand-Painted Thai                     | Potenza dell'ipnosi!            | 27 gennaio 1982  |                 |
| 12 | Just Another Three Ring Circus            | Solo un altro circo a tre piste | 3 febbraio 1982  |                 |
| 13 | The Shock Will Kill You                   | Attenti alla scossa             | 10 febbraio 1982 |                 |
| 14 | A Chicken In Every Plot                   | Polli per un complotto          | 17 febbraio 1982 |                 |
| 15 | The Devil and the Deep Blue Sea           | Il triangolo del diavolo        | 24 febbraio 1982 |                 |
| 16 | It's All Downhill From Here               | Spionaggio sulla neve           | 3 marzo 1982     |                 |
| 17 | Dreams                                    | Sogni                           | 17 marzo 1982    |                 |
| 18 | There's Just No Accounting...             | Il terribile esattore           | 24 marzo 1982    |                 |
| 19 | The Good Samaritan                        | Il buon samaritano              | 31 marzo 1982    |                 |
| 20 | Captain Bellybuster and the Speed Factory | Capitan Bellybuster             | 7 aprile 1982    |                 |
| 21 | Who's Woo in America                      | Chi è Key                       | 14 aprile 1982   |                 |
| 22 | Lilacs, Mr. Maxwell                       | Lillà per Maxwell               | 28 aprile 1982   |                 |